# Maria Karajanopulu
Maria Karajanopulu (grec. Μαρία Καραγιαννοπούλου, ur. 22 września 1972 w Ludwigshafen am Rhein) – grecka judoczka. Dwukrotna olimpijka. Zajęła dwudzieste miejsce w Barcelonie 1992 i piąte w Atenach 2004. Walczyła w wadze półlekkiej i ekstralekkiej.
Uczestniczka mistrzostw świata w 1991, 1995, 1999, 2003, 2005, 2007 i 2011. Startowała w Pucharze Świata w latach 1992, 1995-2000, 2002, 2004, 2005, 2007, 2008, 2012 i 2014. Piąta na mistrzostwach Europy w 1998 i 2005. Trzecia na akademickich MŚ w 1996 roku.

## Letnie Igrzyska Olimpijskie 1992
| Konkurencja | Eliminacje            | Klas. końcowa |
| Konkurencja | Przeciwnik I          | Miejsce       |
| ----------- | --------------------- | ------------- |
| 52 kg       | Sharon Rendle (GBR) P | 20.           |

## Letnie Igrzyska Olimpijskie 2004
| Konkurencja | Eliminacje         | Repasaże              | Repasaże                     | Finały                 | Klas. końcowa |
| Konkurencja | Przeciwnik I       | Przeciwnik I          | Przeciwnik II                | o 3 miejsce            | Miejsce       |
| ----------- | ------------------ | --------------------- | ---------------------------- | ---------------------- | ------------- |
| 48 kg       | Ryōko Tani (JPN) P | Soraya Haddad (ALG) Z | Anna Żemła-Krajewska (POL) Z | Julia Matijass (GER) P | 5.            |